# Tesserla
Tesserla is een gemeente (commune) in de regio Ségou in Mali. De gemeente telt 6100 inwoners (2009).